# مقاطعة ديكالب

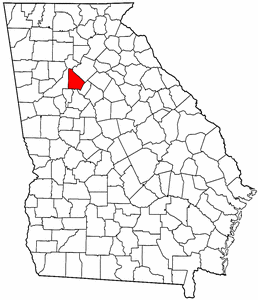
موقع مقاطعة ديكالب، جورجيا، الولايات المتحدة

مقاطعة ديكالب (بالإنجليزية: DeKalb County)‏ هي مقاطعة واقعة في الولاية الأمريكية جورجيا. في 2000، كان عدد السكان فيها 665865 نسمة. طبقاً لتخمين مكتب إحصاء السكان الأمريكي لعام 2005، ارتفع عدد سكان المقاطعة إلى 677959. خمنت لجنة أطلانطا الإقليمية عدد السكان في عام 2005 بحوالي 700500 نسمة. حاضرة الإقليم هي ديكاتور، جورجيا.
ديكالب هي جزء من منطقة أطلانطا الحضرية. أنشأت عام 1822. مساحتها 702 كم2 (271 ميل مربع).

## تاريخ
مقاطعة ديكالب أنشأت في 1822 من مقاطعة هنري، ومقاطعة جويننيت، ومقاطعة فايت. سميت كذلك تيمناً بالبارون يوهان دي كالب، الجندي الألماني الذي واصل الكفاح جانب الأمريكان في الحرب الثورية الأمريكية. في 1853، مقاطعة فولتن شكلت من جزء من ديكالب. حتى هذا الوقت، المدينة المتزايدة في أطلانطا هي داخل ديكالب. أثناء الحرب الأهلية الأمريكية، معظم معركة أطلانطا قوتلت في ديكالب. حتى الستينات، ديكالب كانت مقاطعة زراعية بشكل رئيسي، لكن كأطلانطا وضواحيها نمت، وديكالب أصبحت أكثر حضرية.

## جغرافيا
طبقاً لمكتب الإحصاء الأمريكي، المقاطعة لها منطقة كلية قدرها 702 كم2 (271 ميل مربع). 695 كم2 (268 ميل مربع) منها أرض و 7 كم2 (3 ميل مربع) منها ماء. إن المنطقة الكلية تمثل 1.00 % ماء.
إن المقاطعة معبورة بالنهر الجنوبي والجداول العديدة، مع جدول نانسي، وجدول سنابفينجير واثنين من تفرعات جدول بيتشتري. جدول بيتشتري وجدول نانسي يجرفون إلى نهر تشاتاهوتشي وفي النهاية إلى خليج المكسيك. النهر الجنوبي يجري إلى نهر أوكمولجي وفي النهاية إلى المحيط الأطلسي.
يقع جبل الحجارة (ستون ماونتن) قرب الحدود الشرقية للمقاطعة. سوابستون ريج، التي توازي الحدود الجنوبية، حفرت بشدة بين منذ عام 1400 إلى 100 قبل الميلاد.

### المقاطعات المجاورة
- مقاطعة جويننيت، جورجيا - شمال
- مقاطعة روكدال، جورجيا - شرق
- مقاطعة هنري، جورجيا - جنوب
- مقاطعة كلايتن، جورجيا - جنوب الغرب
- مقاطعة فولتن، جورجيا - غرب